# Estisch curlingteam (mannen)
Het Estisch curlingteam vertegenwoordigt Estland in internationale curlingwedstrijden.

## Geschiedenis
Estland nam voor het eerst deel aan een groot toernooi tijdens het Europees kampioenschap van 2004 in de Bulgaarse hoofdstad Sofia. De eerste interland ooit werd met grote cijfers verloren van Ierland: 15-6. Dit is evenwel niet de grootste nederlaag in de Estische geschiedenis. Deze kwam er twee jaar later, toen Engeland de Esten met 14-2 inblikten. Zelf kon Estland wel een nog grotere overwinning laten optekenen, tegen Kroatië in 2005. De Kroaten werden met 16-0 huiswaarts gestuurd.
Sinds 2004 neemt Estland elk jaar deel aan het EK. De vijftiende plek, die in 2005 en in 2013 behaald werd, bleek tot op heden het hoogst haalbare. In 2018 werd het Europees kampioenschap voor het eerst in Estland gehouden. Een plekje op de Olympische Winterspelen of het wereldkampioenschap kon Estland nog nooit afdwingen.

## Estland op het Europees kampioenschap
| Jaar | Plaats        | Skip           | WG            | W             | V             | PV            | PT            |
| ---- | ------------- | -------------- | ------------- | ------------- | ------------- | ------------- | ------------- |
| 1991 | Geen deelname | Geen deelname  | Geen deelname | Geen deelname | Geen deelname | Geen deelname | Geen deelname |
| 1992 | Geen deelname | Geen deelname  | Geen deelname | Geen deelname | Geen deelname | Geen deelname | Geen deelname |
| 1993 | Geen deelname | Geen deelname  | Geen deelname | Geen deelname | Geen deelname | Geen deelname | Geen deelname |
| 1994 | Geen deelname | Geen deelname  | Geen deelname | Geen deelname | Geen deelname | Geen deelname | Geen deelname |
| 1995 | Geen deelname | Geen deelname  | Geen deelname | Geen deelname | Geen deelname | Geen deelname | Geen deelname |
| 1996 | Geen deelname | Geen deelname  | Geen deelname | Geen deelname | Geen deelname | Geen deelname | Geen deelname |
| 1997 | Geen deelname | Geen deelname  | Geen deelname | Geen deelname | Geen deelname | Geen deelname | Geen deelname |
| 1998 | Geen deelname | Geen deelname  | Geen deelname | Geen deelname | Geen deelname | Geen deelname | Geen deelname |
| 1999 | Geen deelname | Geen deelname  | Geen deelname | Geen deelname | Geen deelname | Geen deelname | Geen deelname |
| 2000 | Geen deelname | Geen deelname  | Geen deelname | Geen deelname | Geen deelname | Geen deelname | Geen deelname |
| 2001 | Geen deelname | Geen deelname  | Geen deelname | Geen deelname | Geen deelname | Geen deelname | Geen deelname |
| 2002 | Geen deelname | Geen deelname  | Geen deelname | Geen deelname | Geen deelname | Geen deelname | Geen deelname |
| 2003 | Geen deelname | Geen deelname  | Geen deelname | Geen deelname | Geen deelname | Geen deelname | Geen deelname |
| 2004 | 21            | Ingar Maeesalu | 8             | 2             | 6             | 37            | 86            |
| 2005 | 15            | Martin Lill    | 9             | 6             | 3             | 74            | 56            |
| 2006 | 27            | Leo Jakobson   | 9             | 2             | 7             | 56            | 81            |
| 2007 | 26            | Martin Lill    | 6             | 2             | 4             | 39            | 46            |

| Jaar | Plaats | Skip            | WG | W  | V | PV  | PT |
| ---- | ------ | --------------- | -- | -- | - | --- | -- |
| 2008 | 22     | Erkki Lill      | 8  | 3  | 5 | 48  | 48 |
| 2009 | 17     | Erkki Lill      | 9  | 5  | 4 | 77  | 39 |
| 2010 | 20     | Martin Lill     | 7  | 3  | 4 | 41  | 39 |
| 2011 | 16     | Harri Lill      | 7  | 4  | 3 | 54  | 43 |
| 2012 | 18     | Martin Lill     | 7  | 4  | 3 | 51  | 41 |
| 2013 | 15     | Martin Lill     | 9  | 6  | 3 | 62  | 45 |
| 2014 | 20     | Martin Lill     | 6  | 3  | 3 | 43  | 42 |
| 2015 | 26     | Martin Lill     | 8  | 0  | 8 | 35  | 57 |
| 2016 | 23     | Martin Lill     | 19 | 14 | 5 | 142 | 96 |
| 2017 | 24     | Harri Lill      | 9  | 2  | 7 | 52  | 62 |
| 2018 | 16     | Harri Lill      | 8  | 5  | 3 | 61  | 51 |
| 2019 | 19     | Harri Lill      | 7  | 3  | 4 | 43  | 45 |
| 2021 | 18     | Eduard Veltsman | 7  | 4  | 3 | 47  | 46 |
| 2022 | 24     | Eduard Veltsman | 9  | 3  | 6 | 47  | 73 |
| 2023 | 23     | Eduard Veltsman | 8  | 3  | 5 | 50  | 63 |
| 2024 | 22     | Eduard Veltsman | 7  | 2  | 5 | 44  | 55 |

Andorra · Australië · België · Bosnië en Herzegovina · Brazilië · Bulgarije · Canada · China · Chinees Taipei · Denemarken · Duitsland · Engeland · Estland · Filipijnen · Finland · Frankrijk · Georgië · Griekenland · Groot-Brittannië · Guyana · Hongarije · Hongkong · Ierland · IJsland · India · Israël · Italië · Jamaica · Japan · Kazachstan · Kenia · Kirgizië · Kroatië · Letland · Liechtenstein · Litouwen · Luxemburg · Mexico · Nederland · Nieuw-Zeeland · Nigeria · Noorwegen · Oekraïne · Oostenrijk · Polen · Portugal · Puerto Rico · Qatar · Roemenië · Rusland · Saoedi-Arabië · Schotland · Servië · Slovenië · Slowakije · Spanje · Thailand · Tsjechië · Tsjecho-Slowakije · Turkije · Verenigde Staten · Wales · Wit-Rusland · Zuid-Korea · Zweden · Zwitserland